# Valle Morín (paroisse civile)
Pour les articles homonymes, voir Valle Morin et Morin.
Valle Morín est l'une des quatre paroisses civiles de la municipalité de San Casimiro, dans l'État d'Aragua au Venezuela. Sa capitale est Valle Morín.

## Géographie

### Démographie
Hormis sa capitale Valle Morín, la paroisse civile possède plusieurs localités :
- La Gavilana
- Los Cajones
- Los Guasdalotes
- Paso de Cagua
- Valle Morín